# Sopho Khalvashi
Sopho Khalvashi, in georgiano სოფო ხალვაში, in lingua laz Sopo Xalvaşi (Batumi, 31 maggio 1986), è una cantante georgiana.
Sopho ha rappresentato la Georgia all'Eurovision Song Contest 2007 con la canzone Visionary Dream, originariamente intitolata My Story. Nelle semifinali del 10 maggio si è classificata in 8ª posizione e ciò le ha permesso l'accesso alla finale del 12 maggio, terminando in 12ª posizione.